# Брекель (порода курей)
Брекель — яєчна порода курей, родом з Бельгії. У минулому були визнані різні види Брекеля: великий тип, що живе на багатому глинистому ґрунті Фландрії, і легкий тип з менш родючого регіону, Кемпен. Внаслідок схрещування між різними типами, ця відмінність зникла, в результаті чого з'явився єдиний тип. Офіційно визнаною порода стала 1898 року.
Кількість курей породи Брекель зменшилася під час і після Другої світової війни, і це рідкісна порода.

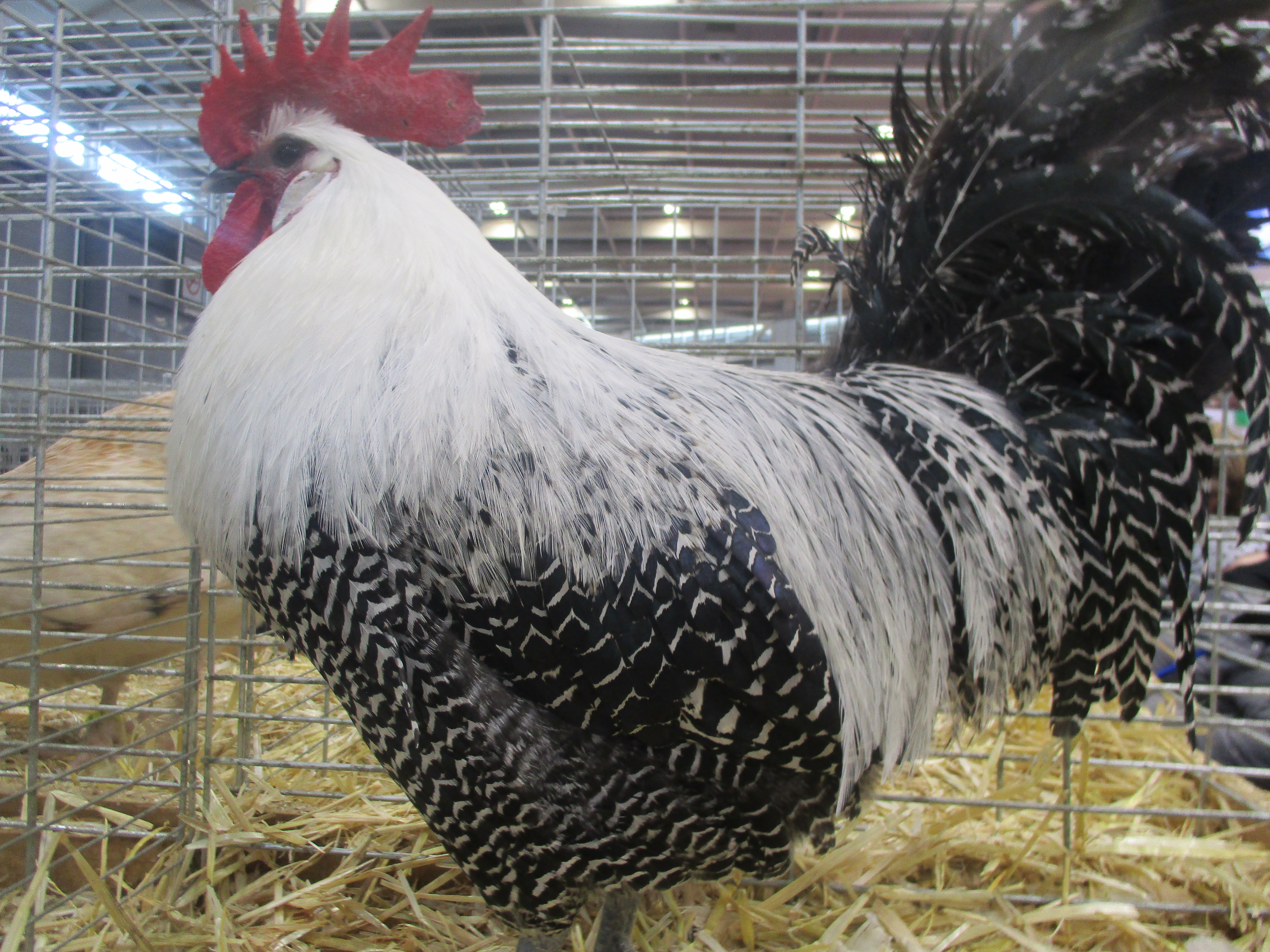
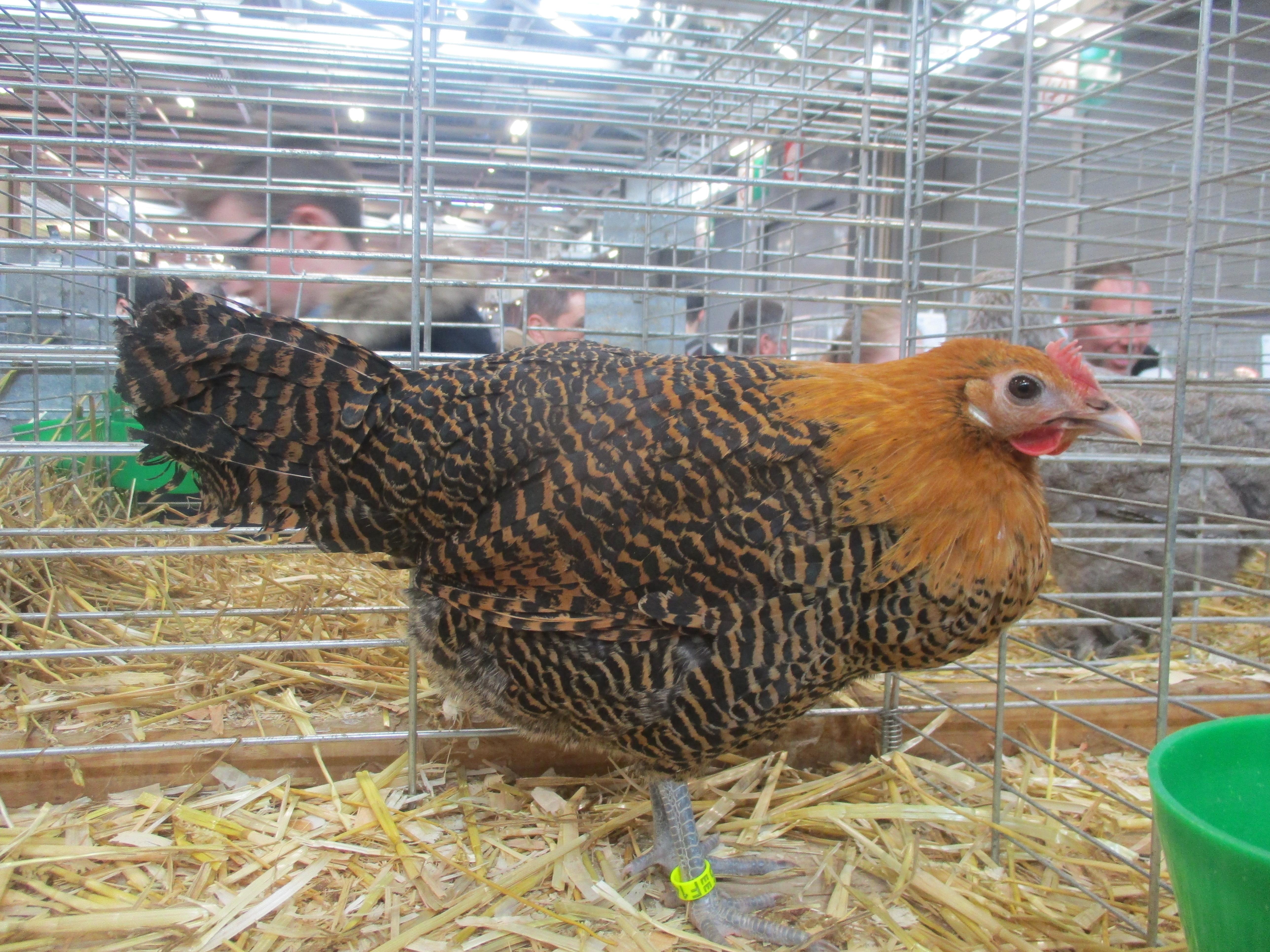
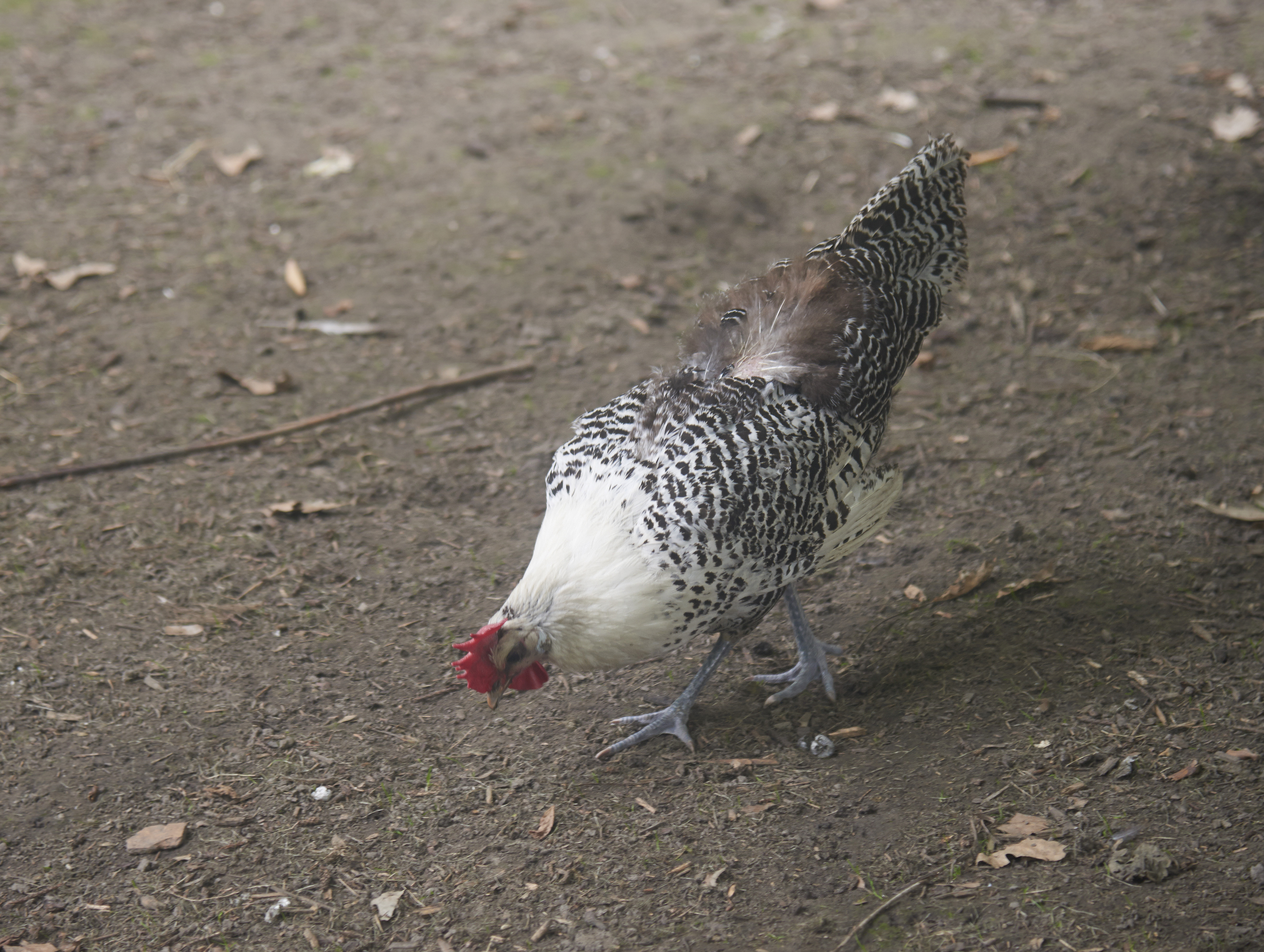

Фландрійський різновид породи має світло-коричневе забарвлення.

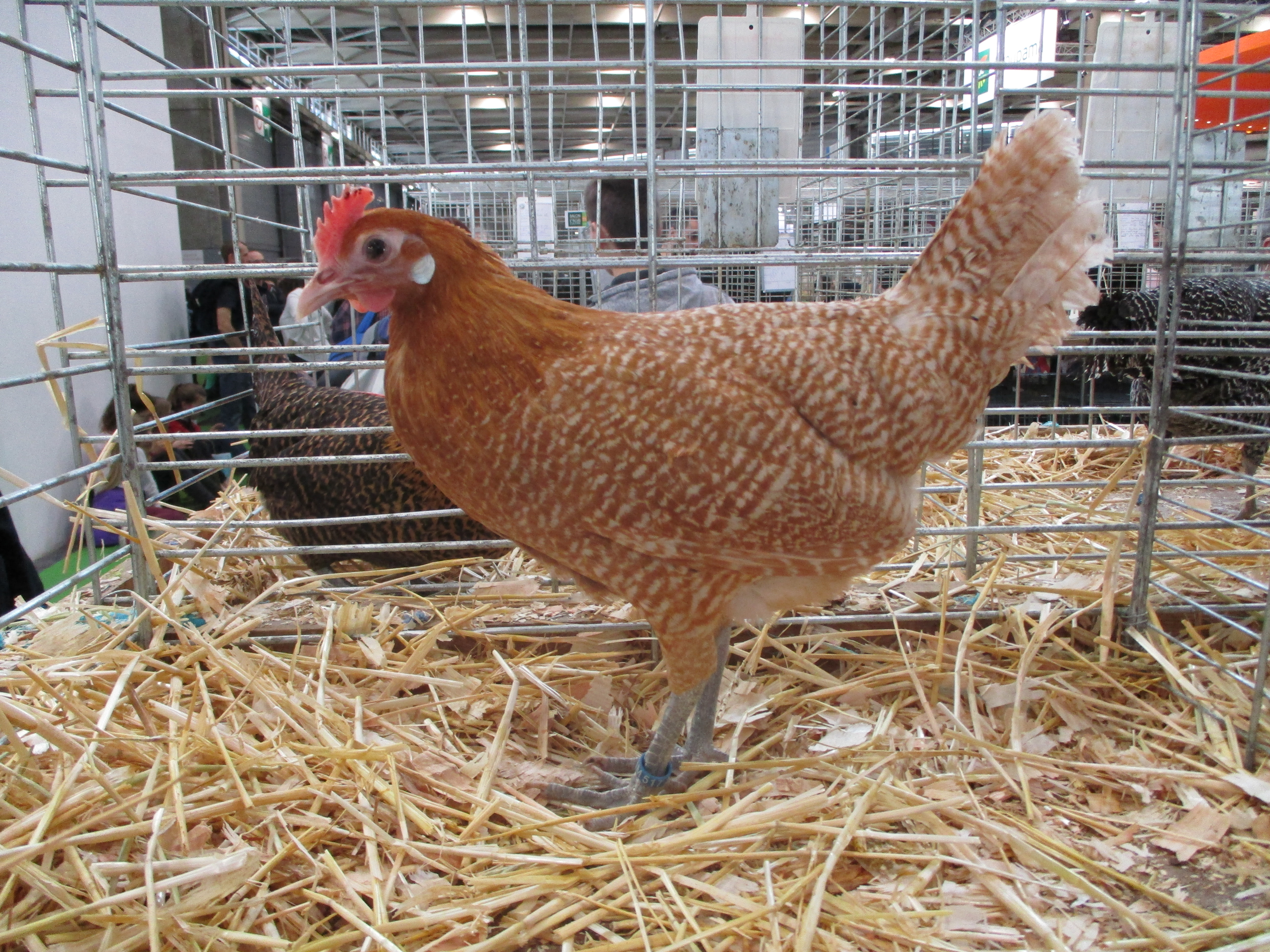
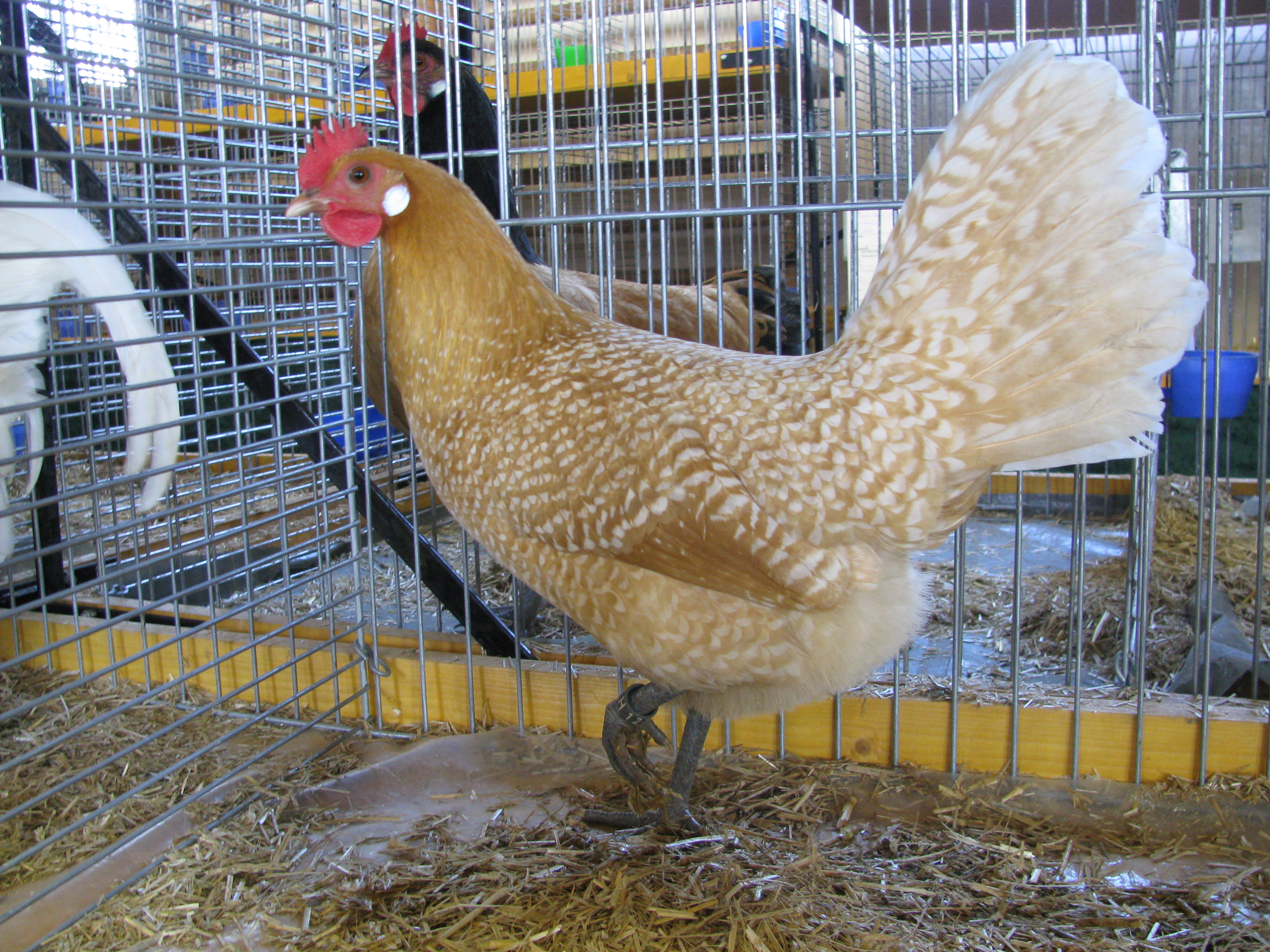
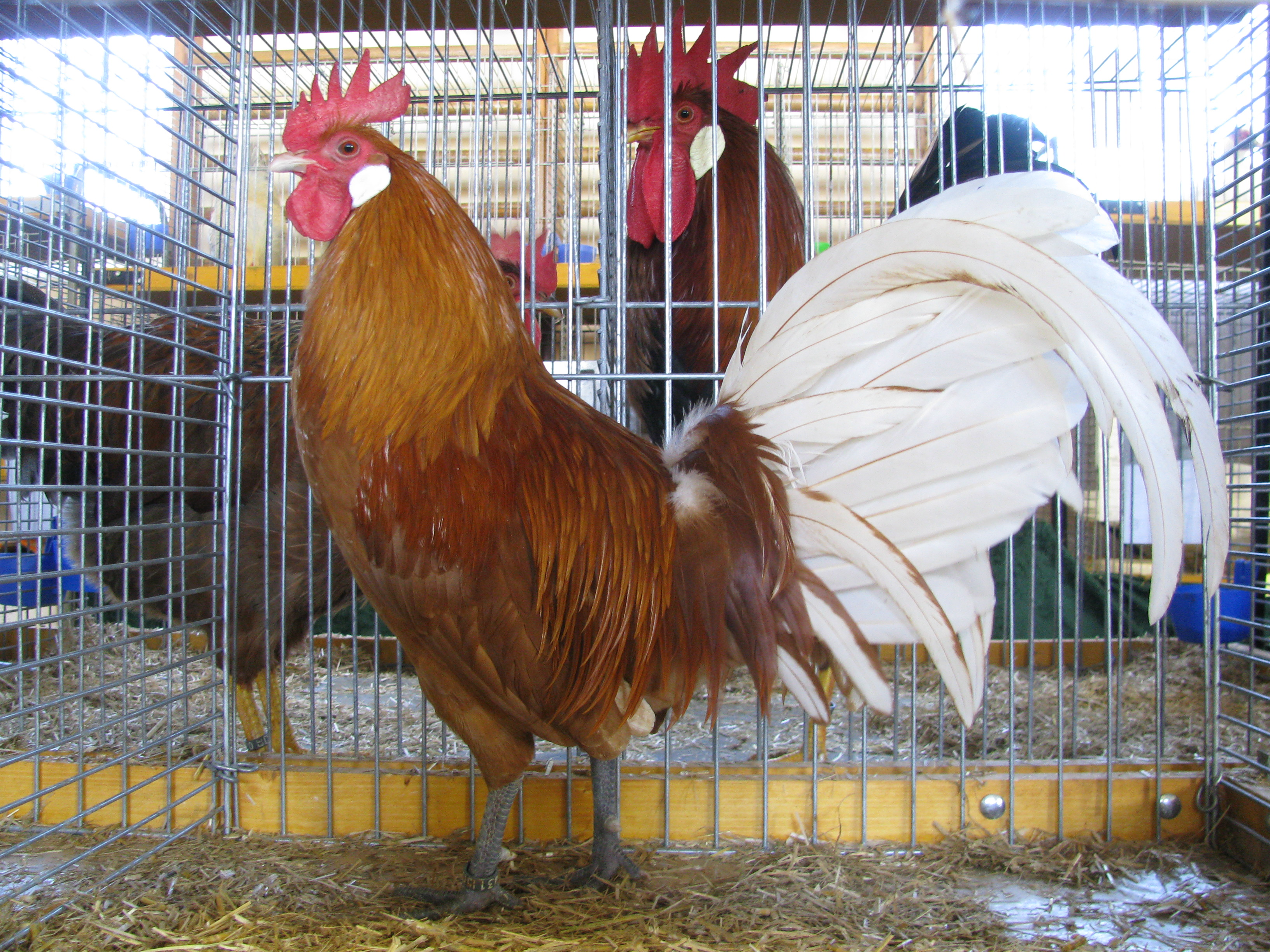

## Продуктивність
Несучість досягає 190-220 яєць на рік. Що цікаво, шкаралупа яєць має ідеально білий колір і середня вага 65 грамів.
Незважаючи на те що Брекелі - порода яєчна, півні мають відносно велику вагу, яка може досягати трьох кілограм. Курочки зазвичай дрібніші і мають вагу близько 2,5-2,7 кг.

## Карликова форма
Існує також карликова форма породи. Маса півня - 800 грамів, курки - 700 грамів.

## Особливості породи
Птах невеликого зросту, досить активний і має високі ноги. Голову півня, яка відрізняється невеликими розмірами, прикрашає прямостоячий листоподібний гребінь, який має 5-6 відростків, що є ознакою породності. Очі темного кольору з чорною окантовкою навколо. Дзьоб має ледь помітний блакитний відтінок зі світлим місцем на кінчику. Також півні відрізняються щільним подовженим тулубом, шия їх вкрита густим і щільним оперенням, яке зливається зі спиною.
Крила прекрасно розвинені і тісно притискаються до тулуба, а пір'я з хвостового оперення покривають кінці крил. Хвіст у півнів має гарне рясне оперення і високо посаджений. Існує два основних види забарвлення цієї породи - сріблястий і золотистий. У курей Брекель, що мають сріблястий колір оперення, голова, шия і частина спини одягнені в біле оперення, але в основі кожної пір'їнки є чорна пляма. На грудині і на боках присутній малюнок темного кольору у вигляді оперізованої стрічки. Курки відрізняються сріблясто-білим забарвленням голови і шиї. Золотистий Брекелен має в оперенні більше чорного кольору, але малюнок у вигляді стрічок також простежується.
Добові курчата дуже строкаті та різноманітні за забарвленням.